# Herb gminy Suchy Las
Herb gminy Suchy Las – jeden z symboli gminy Suchy Las, autorstwa Jerzego Bąka i Tadeusza Jeziorowskiego, ustanowiony 20 czerwca 1999.

## Wygląd i symbolika
Herb przedstawia na tarczy w polu czerwonym biały krzyż maltański (nawiązanie do związków gminy z zakonem joannitów), a pod nim czarną gałąź o żółtych końcach, z czterema żółtymi liśćmi dębu i dwoma żołędziami.